# Majak (obwód rostowski)
Majak (ros. Маяк) – chutor w Rosji, w obwodzie rostowskim, w rejonie salskim. W 2010 liczył 532 mieszkańców.